# Lactarius subumbonatus
Lactarius subumbonatus (Sven Johan Lindgren, 1845), din încrengătura Basidiomycota în familia Russulaceae și de genul Lactarius este o specie regional destul de răspândită de ciuperci necomestibile care coabitează, fiind un simbiont micoriza (formează micorize pe rădăcinile arborilor). O denumire populară nu este cunoscută. În România, Basarabia și Bucovina de Nord trăiește de la câmpie la munte solitară și în grupuri, uneori în mănunchiuri, pe sol argilos, prin luminișurile pădurilor foioase umede și la marginea lor,  preferat sub stejari, dar, de asemenea pe lângă fagi. Timpul apariției este din iunie până în octombrie (noiembrie).

## Taxonomie
Nume binomial a fost determinat drept Lactarius subumbonatus de micologul suedez Sven Johan Lindgren (1810-1849) în jurnalul anuar Botaniska Notiser din 1845, fiind și numele curent valabil (2020).
Denumirea Lactifluus subumbonatus a micologului german Otto Kuntze din 1891 este acceptată sinonim, pe când cea a micologului danez Jakob Emanuel Lange din 1940, anume Lactarius cimicarius, doar de NCL (National Chemical Laboratory, India).
Numele generic este derivat din cuvântul latin (latină lacteus=lăptos, plin de lapte), iar epitetul din cuvintele aceleiași limbi, anume (latină sub=cam, destul de, (în) jos, sub, printre, mai dedesubt etc.), și (latină umbo=cot, scut, ghebul scutului), datorită aspectului pălăriei.

## Descriere

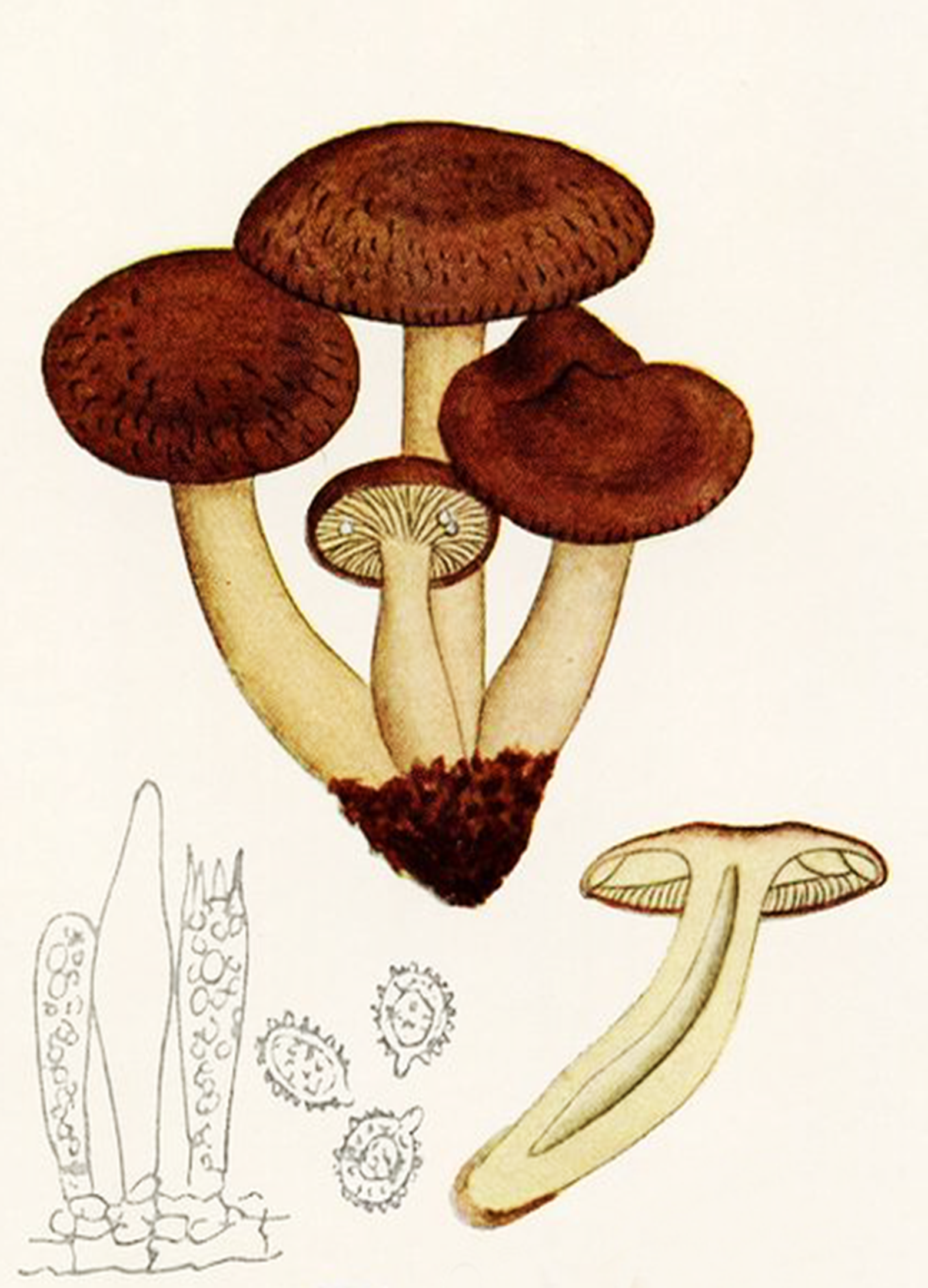
Bres.: Lactarius subumbonatus

- Pălăria: are un diametru de 3-8 (9) cm, este destul de subțire și fragilă, higrofană, la început semisferică cu marginea relativ răsfrântă spre picior, apoi convexă, ocazional slab ondulată, cu o cocoașă mică și ascuțită în centru, devenind cu vârsta din ce în ce mai adâncită în mijloc până la forma de pâlnie. Cuticula mată și uscată este inițial netedă până slab catifelată, din perioada de maturitate slab zbârcită radial și la bătrânețe puternic pliat-încrețită cu marginea crestată sau franjurată. Coloritul variază între închis cărămiziu, brun-roșiatic, brun-violaceu, chiar și brun-negricios, devenind în vârstă adesea mai deschis. Odată uscată, pălăria se colorează gri ocru până la brun de scorțișoară.
- Lamelele: sunt destul de subțiri, îndesate, iar la bătrânețe mai late și distanțate, cu lameluțe intercalate de lungime diferită, nu prea înalte, uneori doar lat aderate, însă preponderent ușor decurente la picior. Coloritul oscilează între palid gălbui, galben-ocru și brun de scorțișoară, cu tendința de a se decolora ceva odată cu vârsta.
- Piciorul: are o înălțime de 4-6 (8)cm și o lățime de 1- 1,3 (1,5)cm, este fragil, cilindric, dar spre jos ceva îngustat, uneori îndoit și repede gol pe dinăuntru. Coaja netedă și mată, în special în partea de sus brumată albicios în tinerețe, este inițial de colorit slab vinaceu, schimbând cu avansarea în vârstă spre bej până brun-portocaliu, la bază căptușit cu un fetru portocaliu-ruginiu. Nu prezintă un inel.
- Carnea: destul de fermă și casantă, are un colorit deschis portocaliu-maroniu până ocru-carneu care este mai închis spre coaja piciorului și baza. Mirosul foarte dulcișor amintește în stadiu proaspăt de cicoare, ploșnițe de frunză sau cocă de biscuit arsă, ciuperca odată uscată de leuștean sau condimentul Maggi⁠(de)[traduceți]. Gustul în primul moment blând devine rezidual grețos, în plus adesea mai mult sau mai puțin iute.
- Laptele: izvorăște puternic fiind apos-albicios cu un gust imperceptibil și blând. Nu se decolorează la aer.[3][4]
- Caracteristici microscopice: are spori rotunjori până slab ovoidali cu un por de germen, ușor neamiloizi (nu se decolorează cu reactivi de iod), hialini (translucizi) și o suprafață reticulată cu crestături și negi ascuțiți lungi de până la 1,2 µm, având o dimensiune de 7-9 x 7-8 microni. Pulberea lor este de un ocru crem până gălbui. Basidiile clavate cu, în mod normal, 4 (uneori doar 2) sterigme fiecare, măsoară 40-50 x 9-12 microni. Prezintă cistide (celule de obicei izbitoare și sterile care pot apărea între basidii și himen, stratul fructifer) fusiforme și rotunjite în vârf de 25-30 x 5-7 microni. Pe lângă bazidii se mai găsesc paracistide (cistide numai puțin diferențiate de pe muchiile lamelor) cilindrice de 15-40 x 6,5-12 (16) microni. Cheilocistidele (elemente sterile situate pe muchia lamelor) lipsesc. Hifele cuticulei sunt mai mult sau mai puțin rotunjoare, de același diametru și legate în formă de zale. Celulele sub-cuticulei au o lățime de 7,5-25µm, fiind rotunjite extinse și mai mult sau mai puțin izodiametrice. Capetele hifale predominant cilindrice au o lățime de 3,5-10µm și formează un strat izbitor peste sub-pieliță care este adesea mai mult sau mai puțin turtit și doar amorf.[11][12]
- Reacții chimice: nu sunt cunoscute.[3][4]

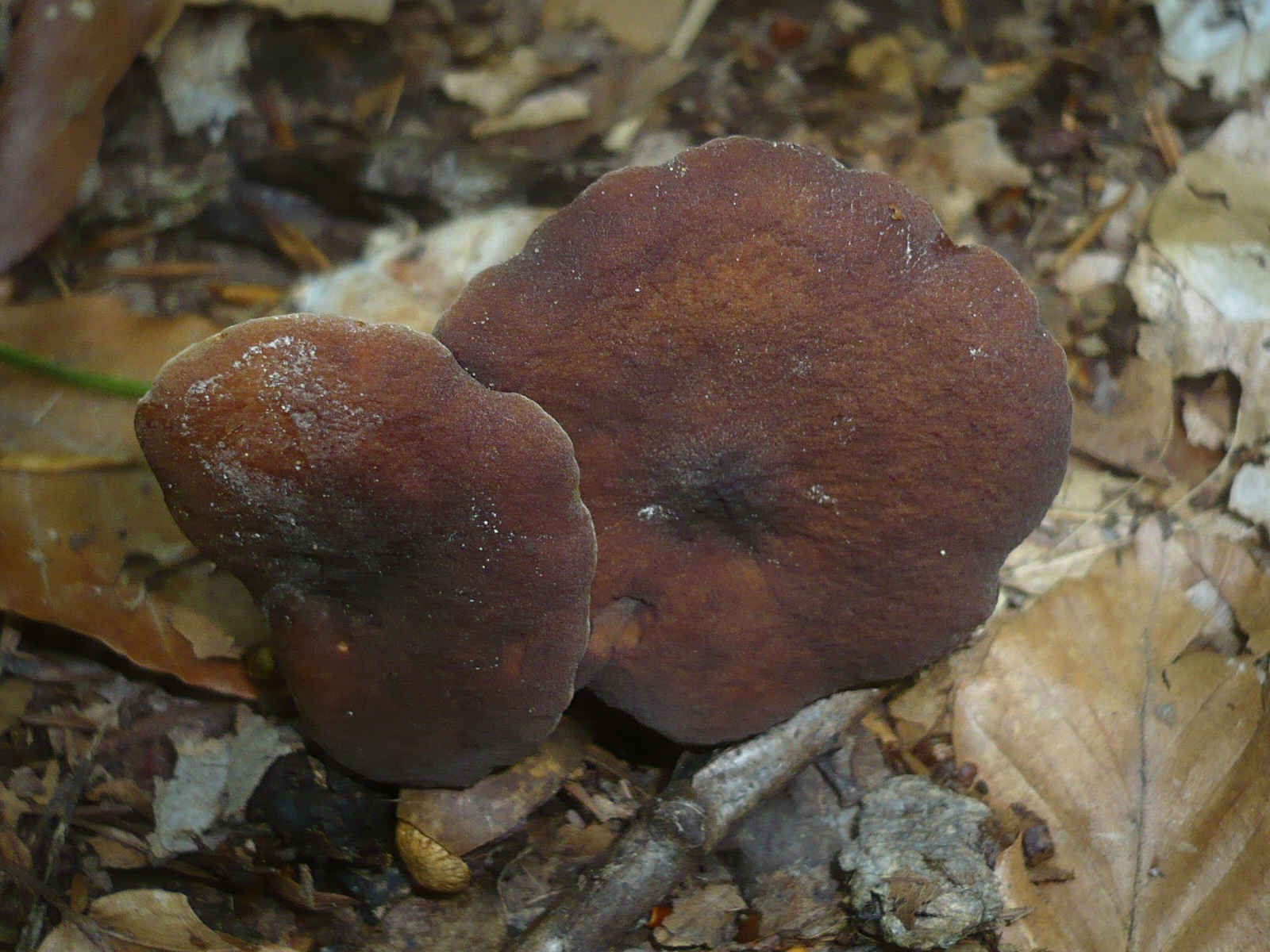
L. subumbonatus, pălării
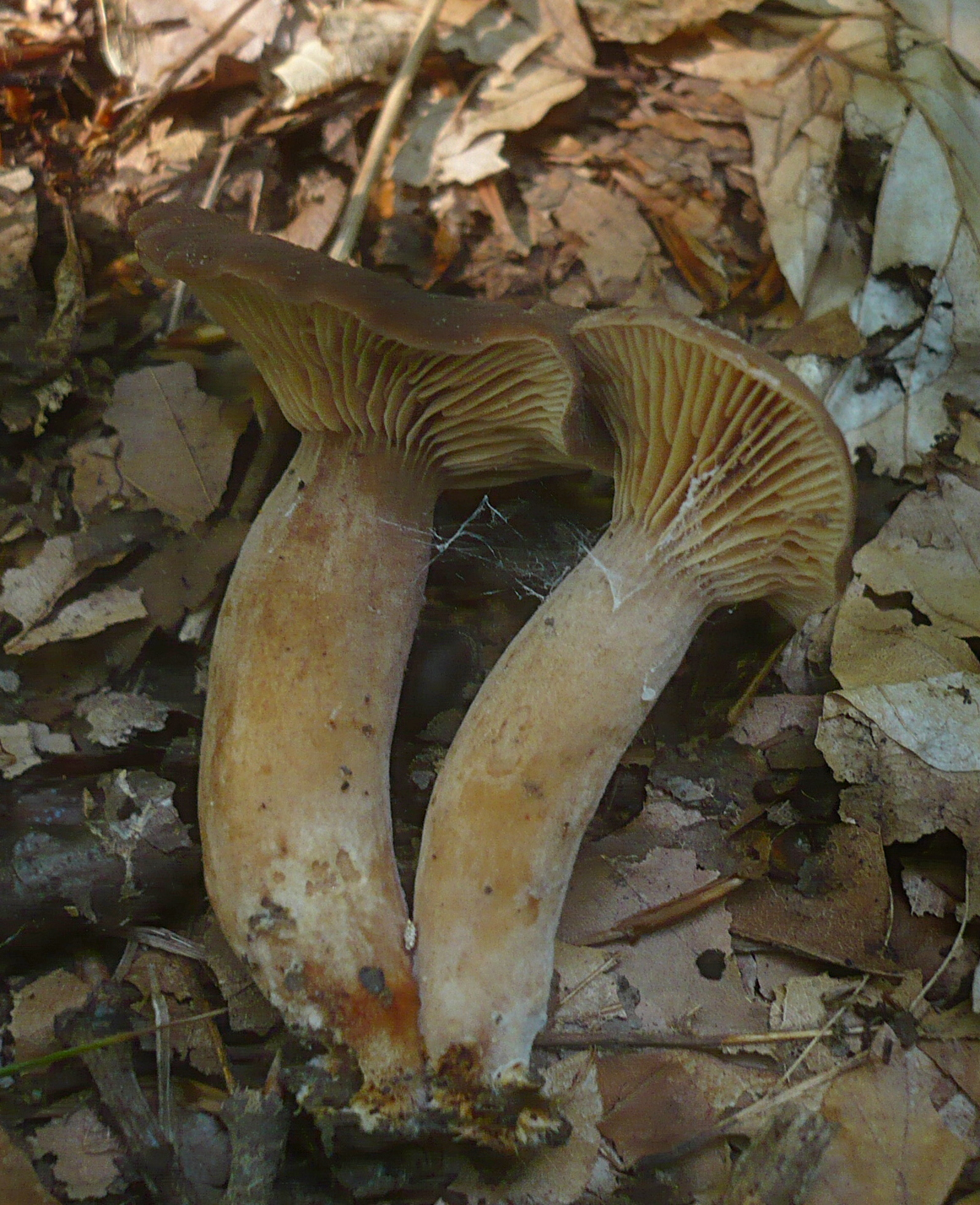
L. subumbonatus, lamele și picior

## Confuzii
Specia poate fi confundată în primul rând cu gemenul său mai mic Lactarius serifluus (necomestibil) sau cu Lactarius camphoratus, Lactarius helvus (comestibil uscat și pulverizat ca condiment, de altfel otrăvitor) și Lactarius hysginus (necomestibil), cu toți, uscați, cu un miros de Maggi respectiv leuștean. Mai există alte soiuri asemănătoare, de alt miros în stadiu uscat, în majoritate necomestibile, ca de exemplu Lactarius aurantiacus sin. Lactarius mitissimus (comestibil), Lactarius azonites (necomestibil), Lactarius corrugis, Lactarius deterrimus, Lactarius fuliginosus, Lactarius hygrophoroides, Lactarius lignyotus (comestibil), Lactarius quietus (comestibil), Lactarius rufus, Lactarius subdulcis, Lactarius volemus (cel mai savuros cu lapte alb) sau chiar cu Pseudoclitocybe cyathiformis (comestibilă).

## Specii asemănătoare în imagini

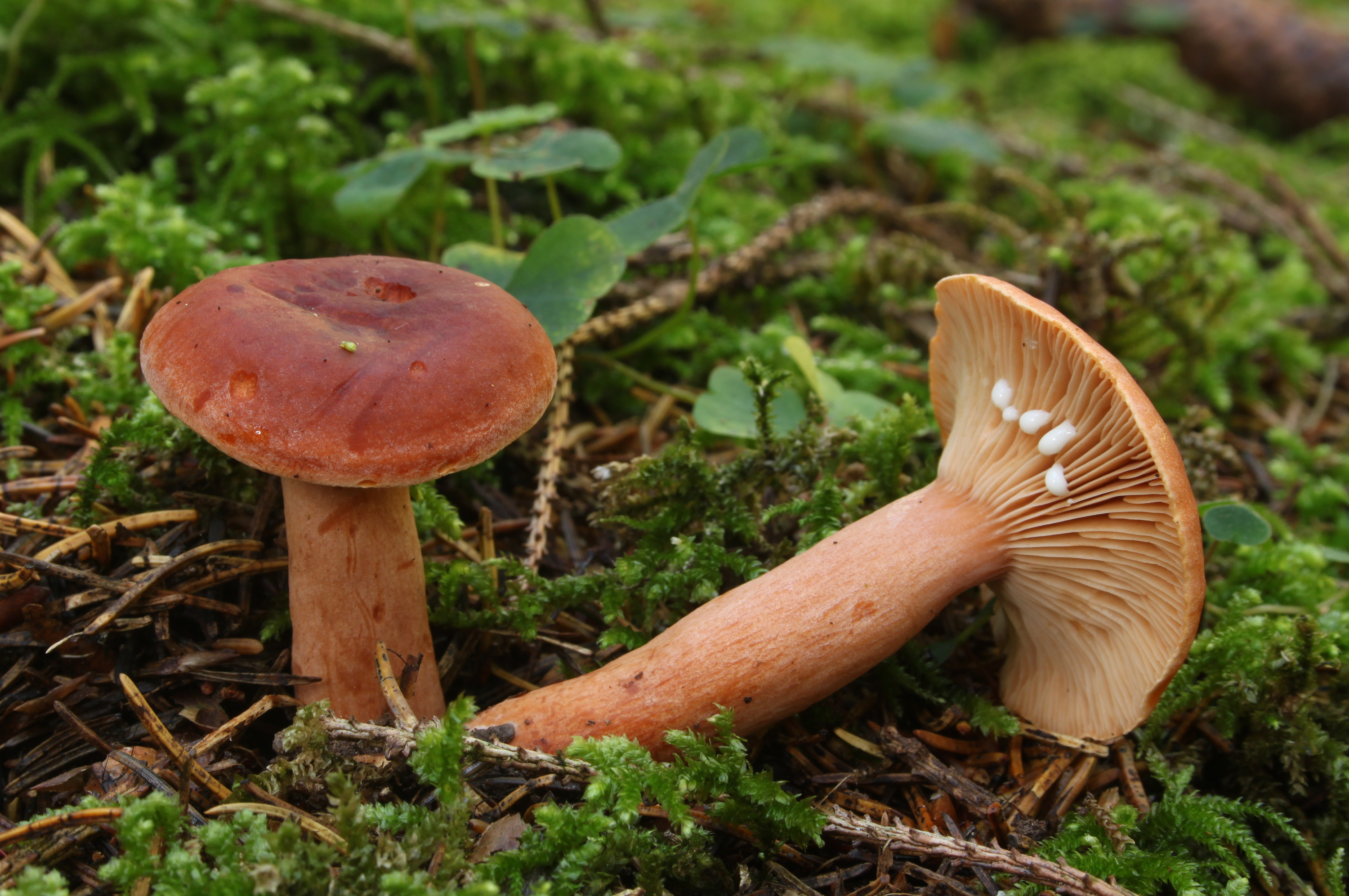
Lactarius aurantiacus
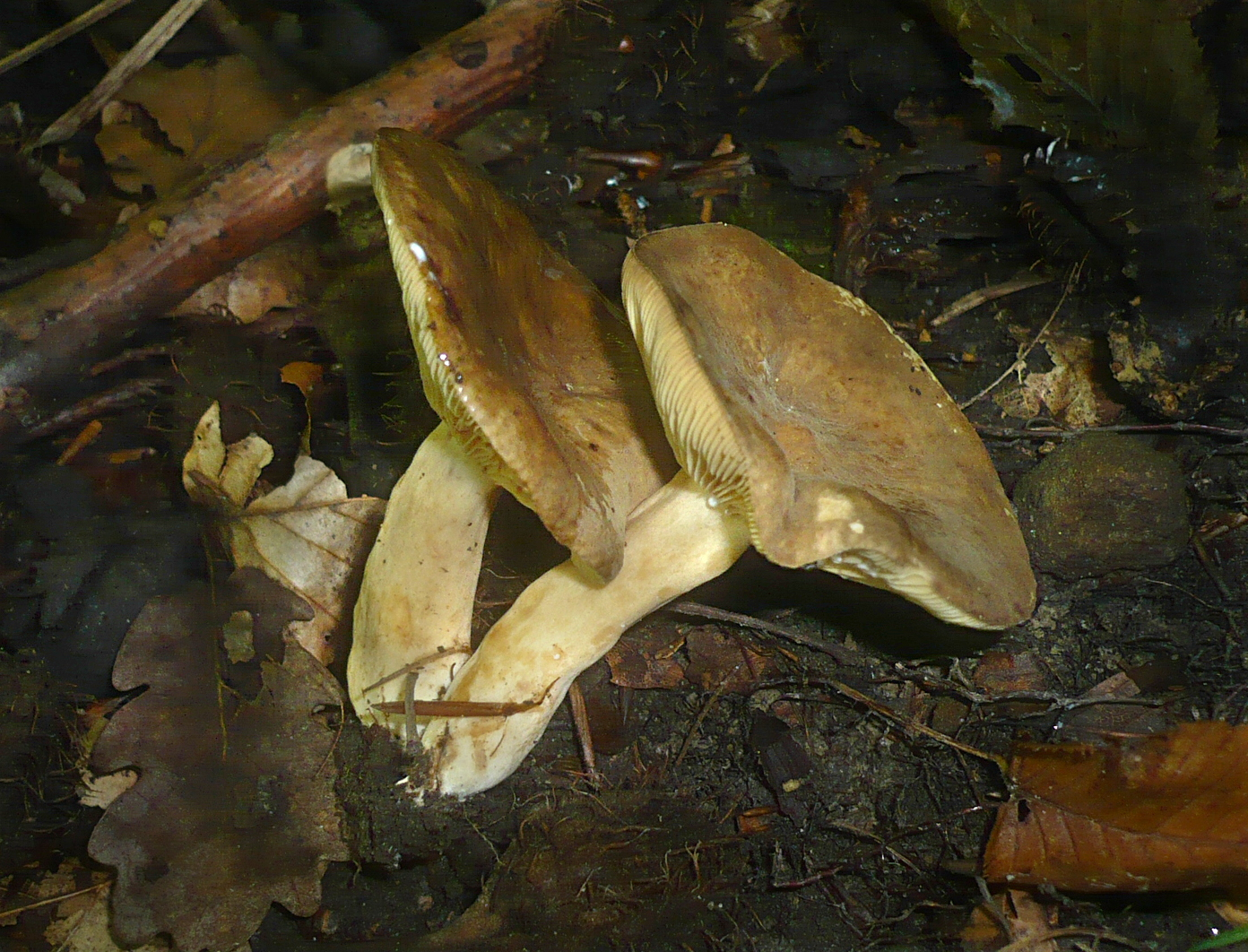
!Lactarius azonites!
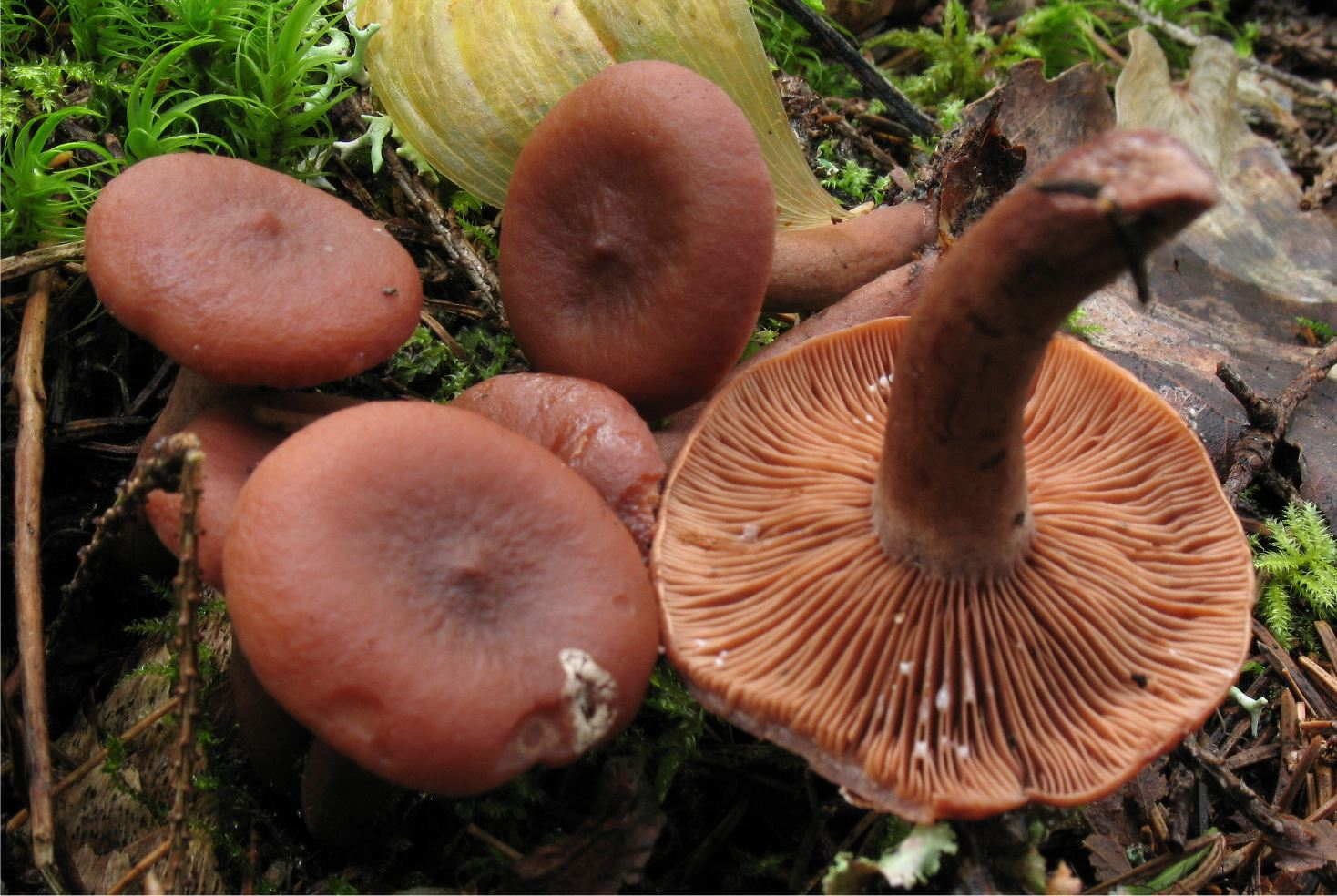
Lactarius camphoratus
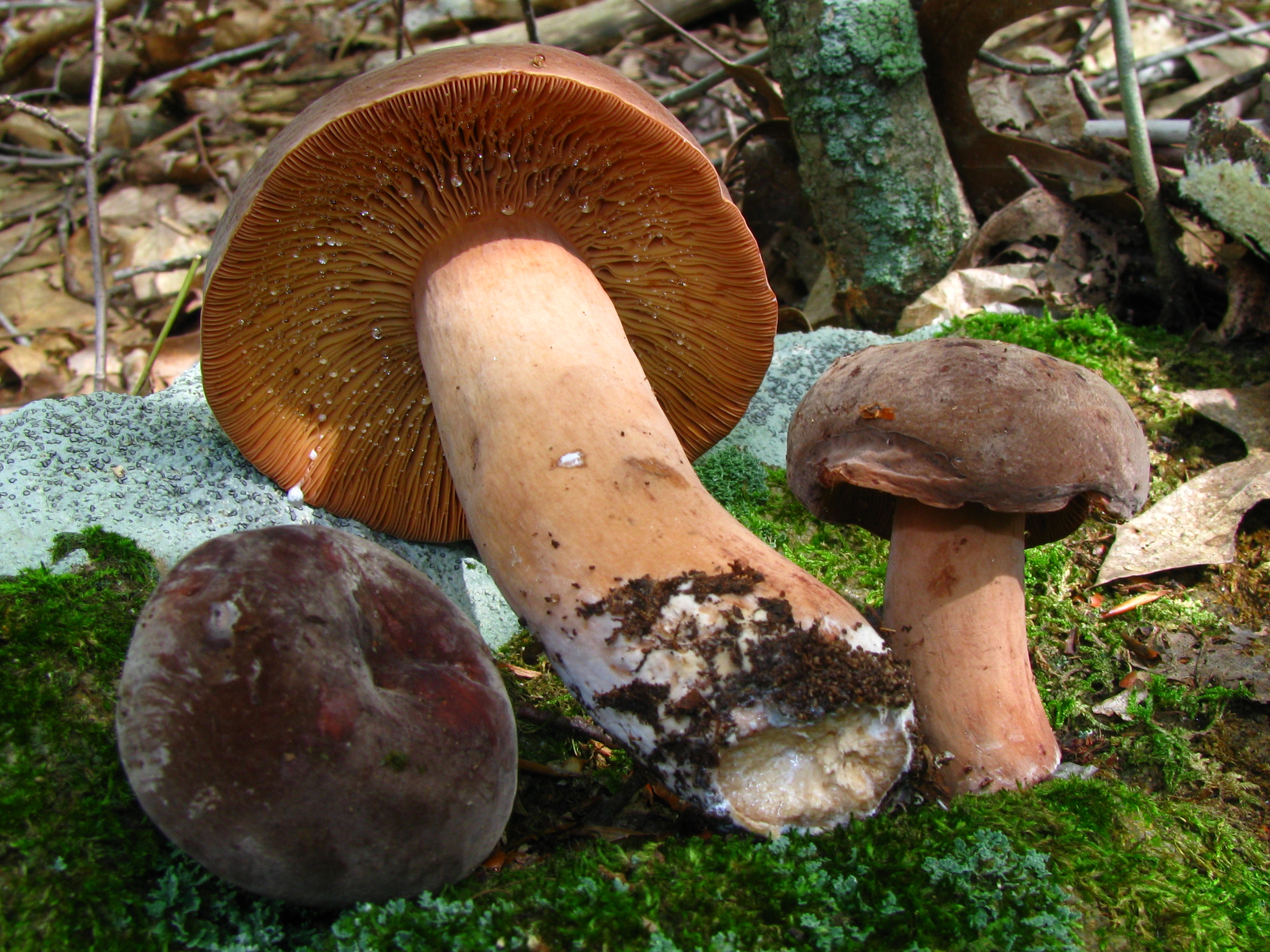
Lactarius corrugis
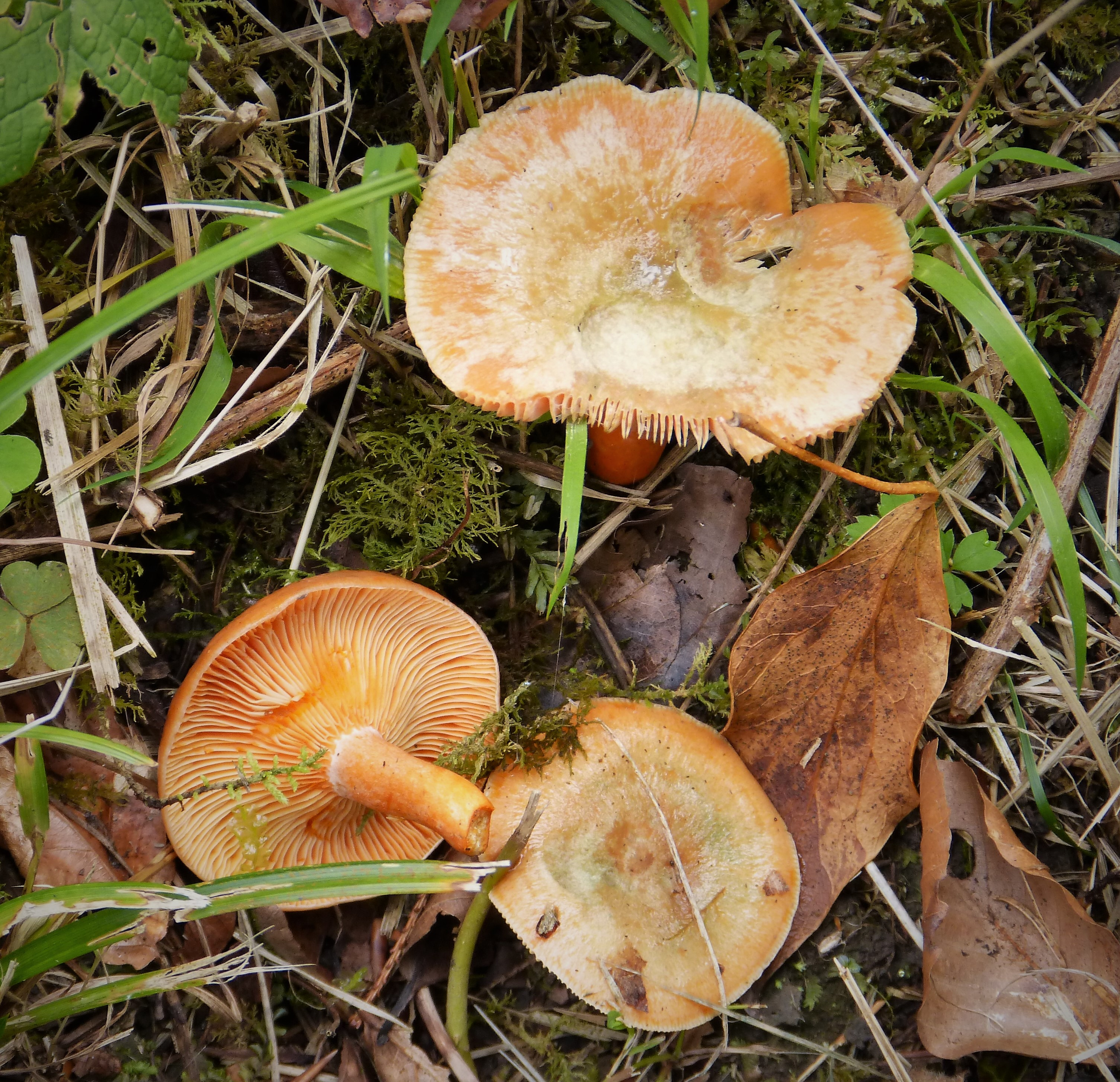
Lactarius deterrimus
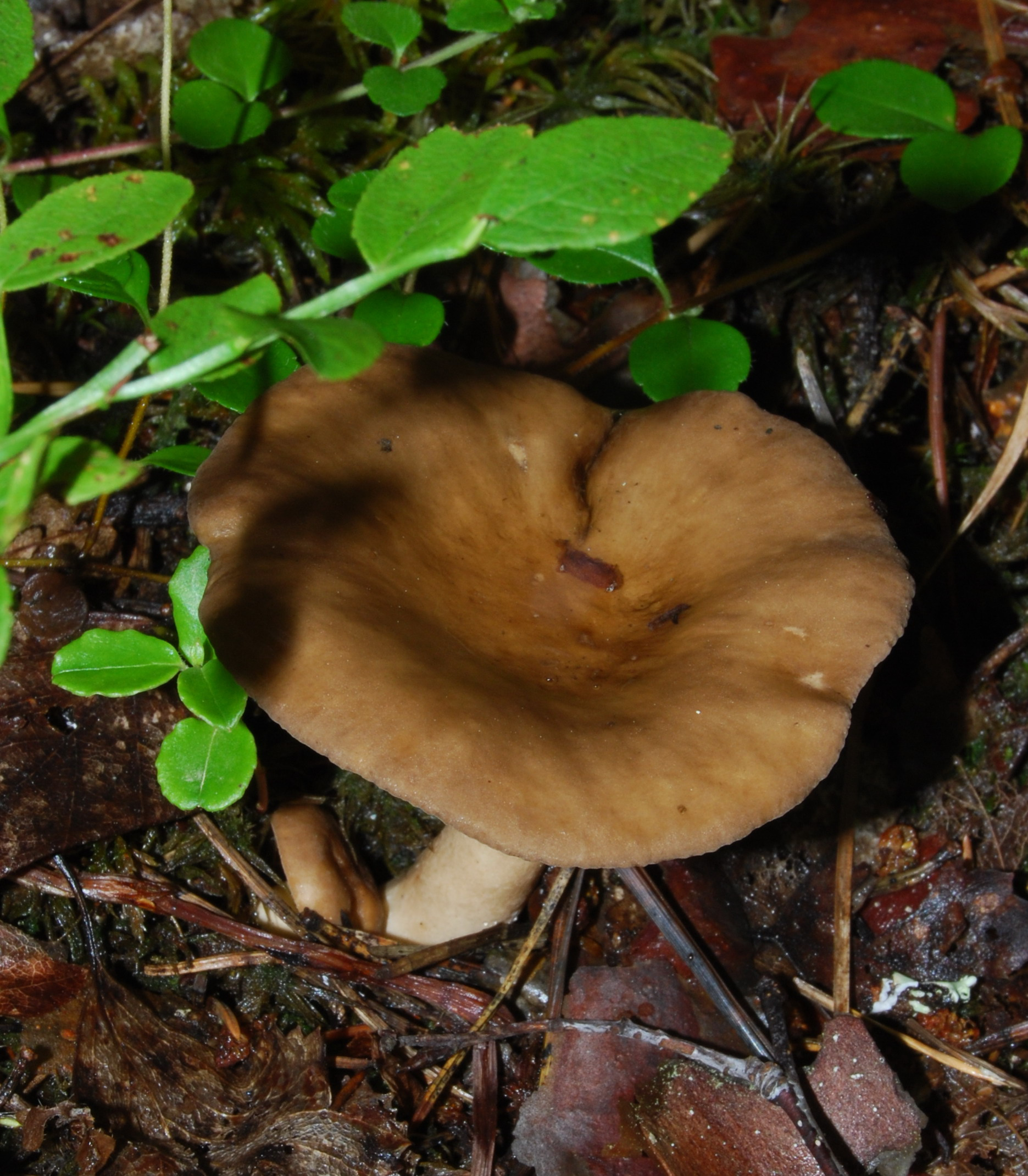
Lactarius fuliginosus
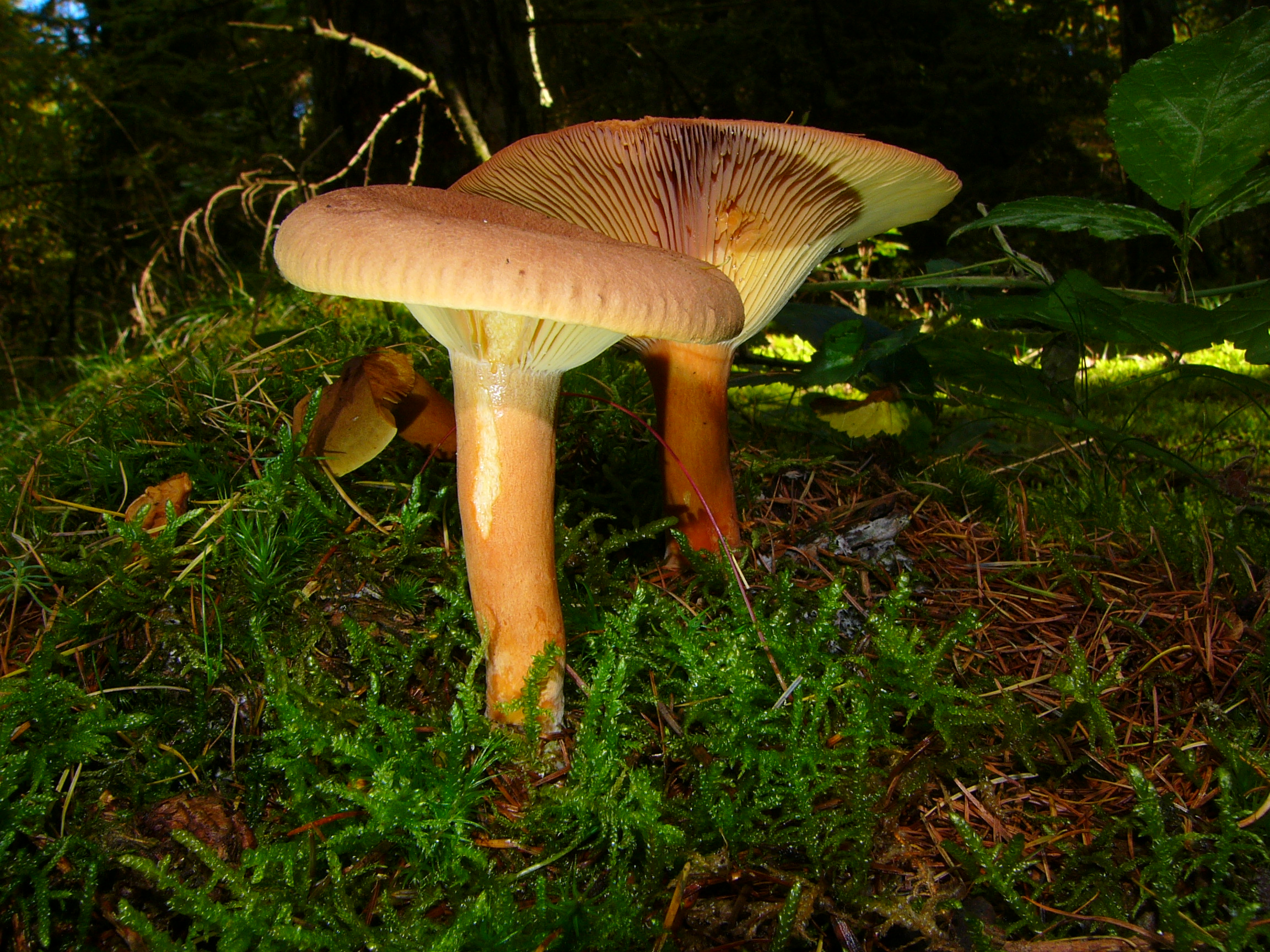
!!Lactarius helvus!!
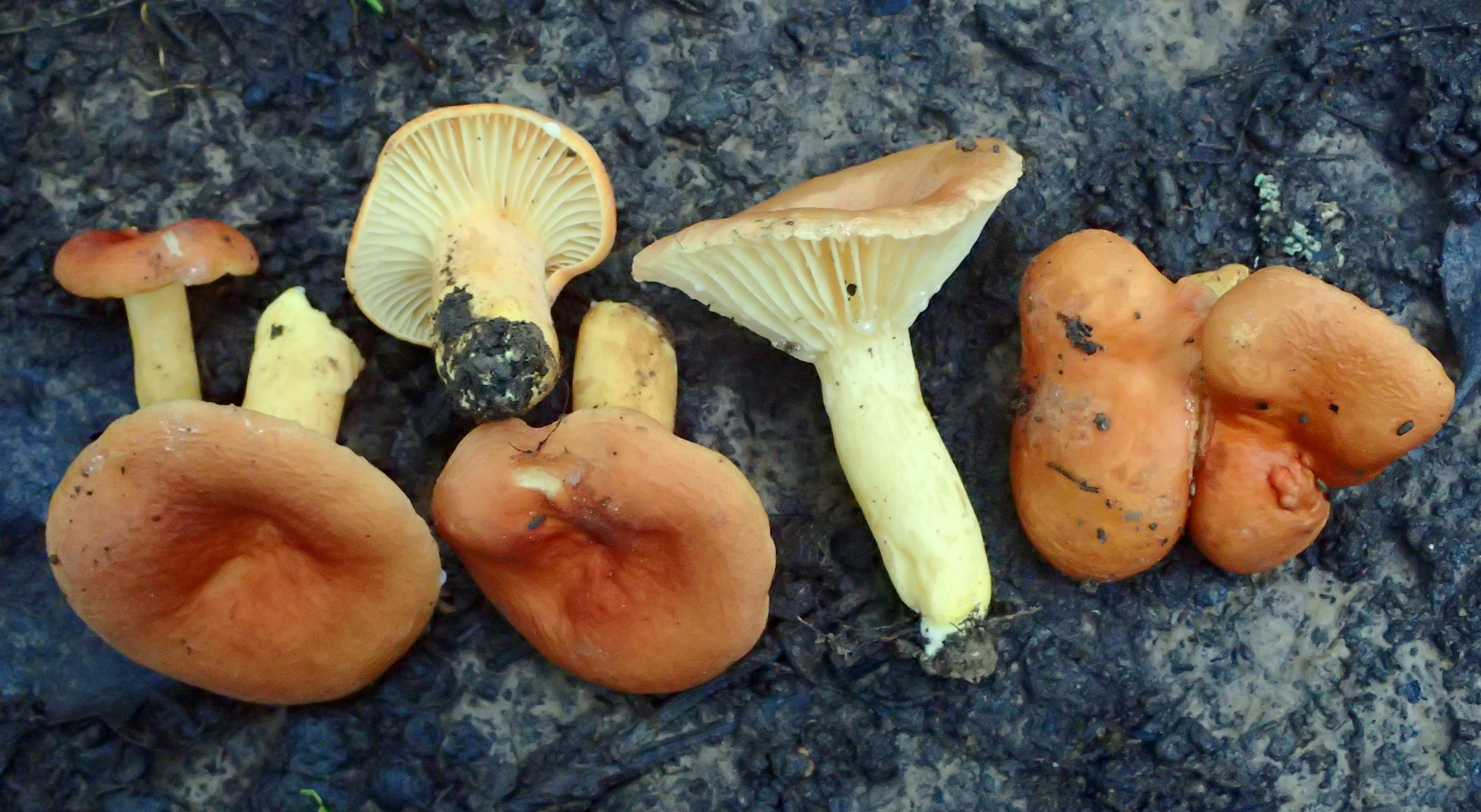
Lactarius hygrophoroides
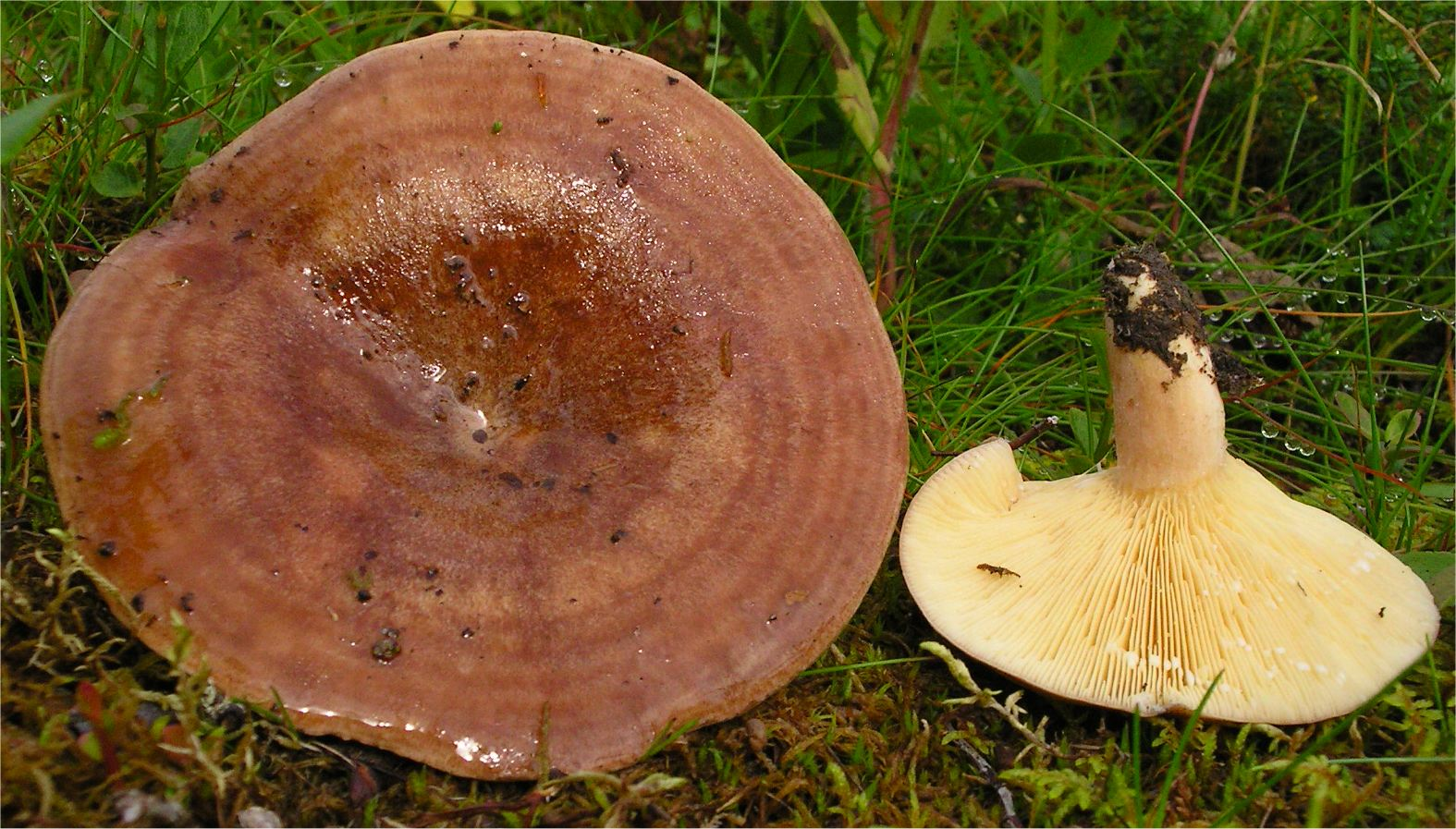
!Lactarius hysginus!

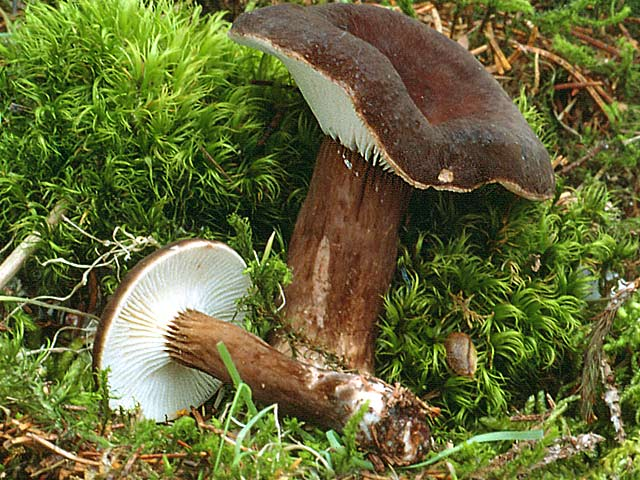
Lactarius ligniotus
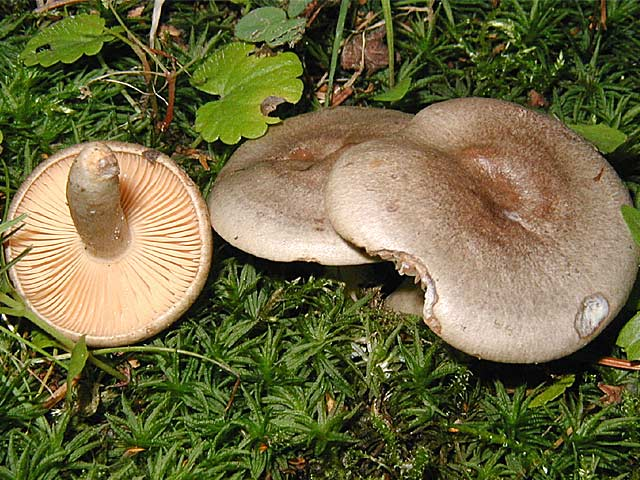
!Lactarius pyrogalus!
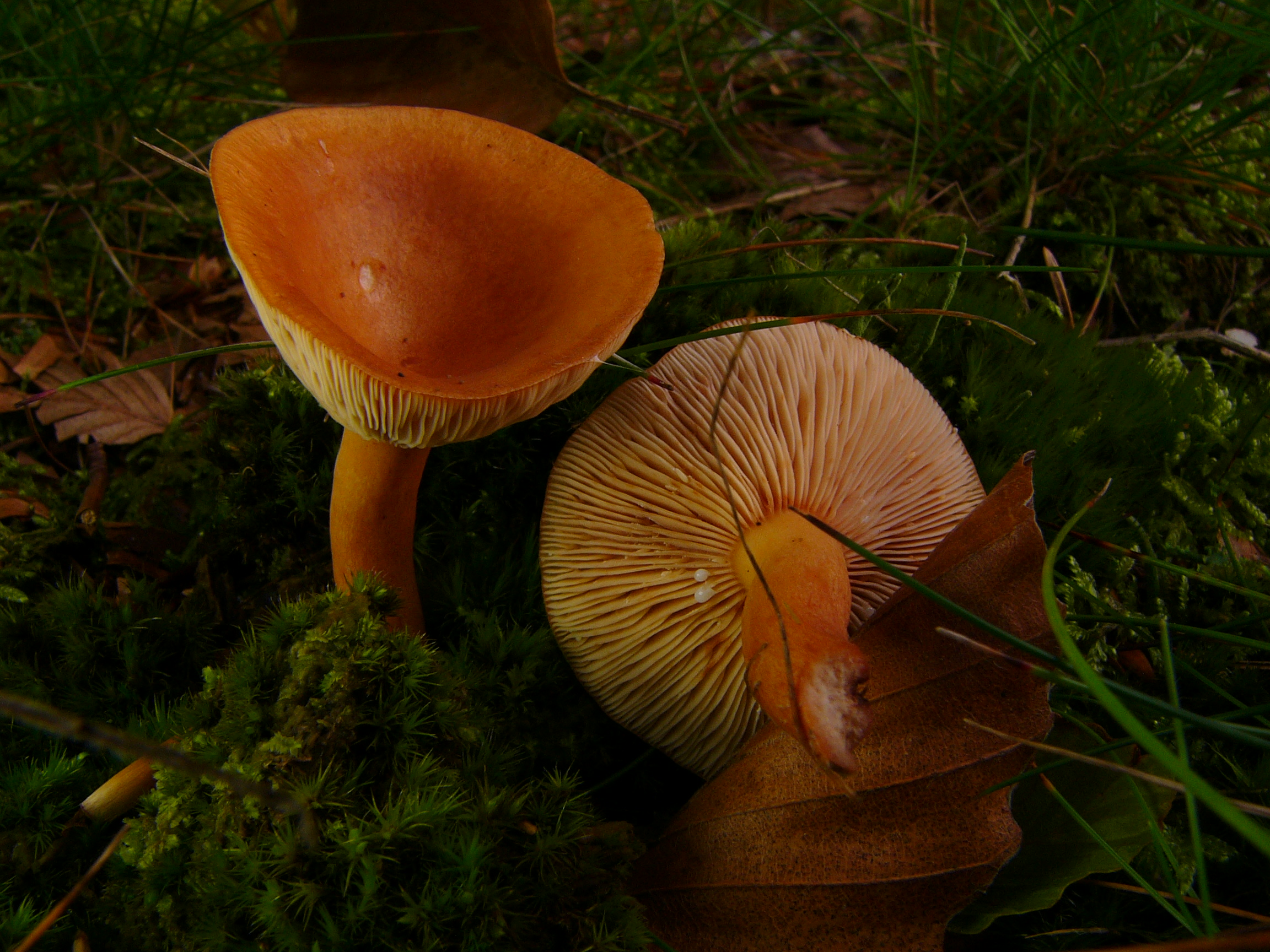
Lactarius quietus
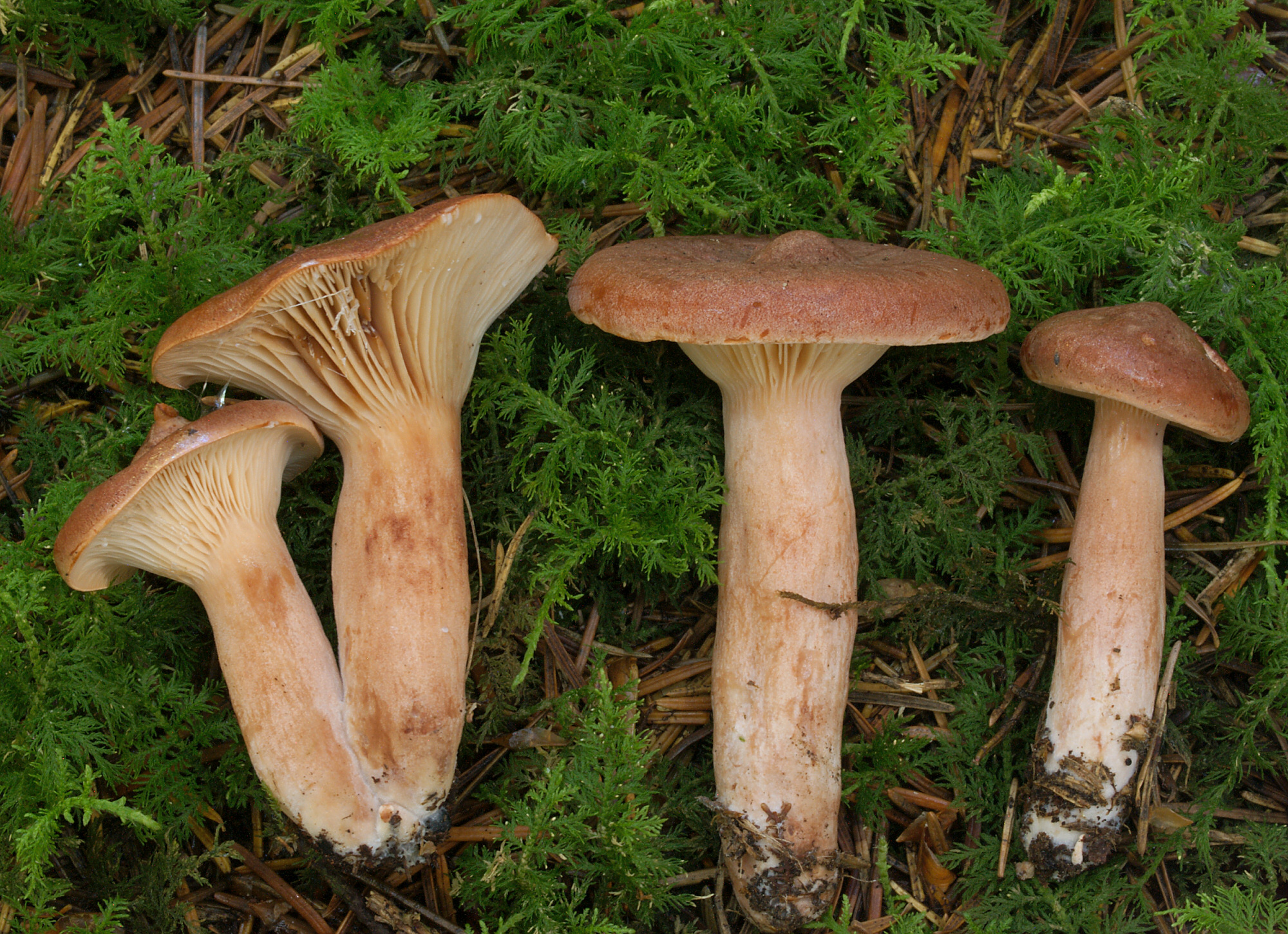
!Lactarius rufus!
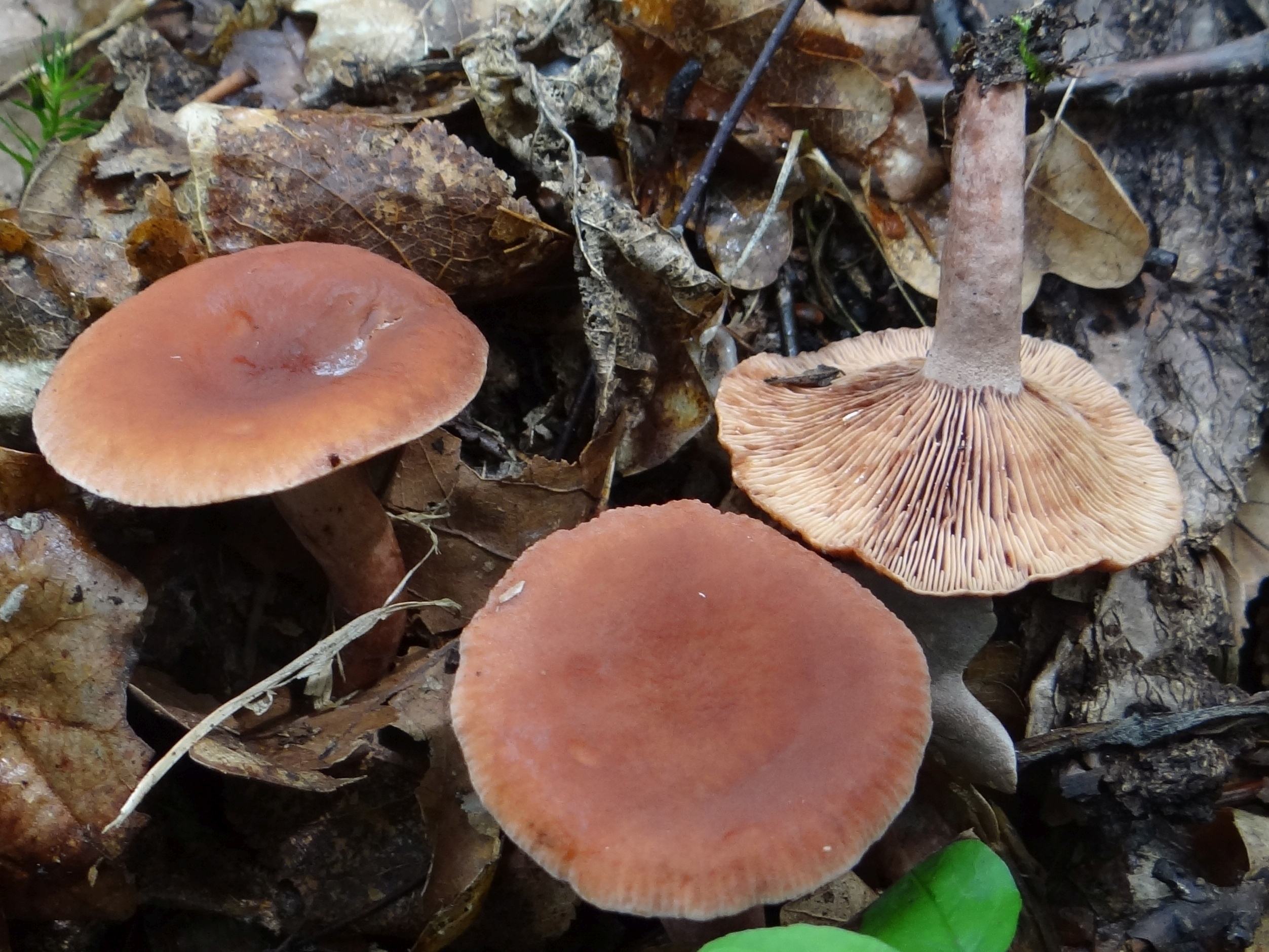
!Lactarius serifluus!
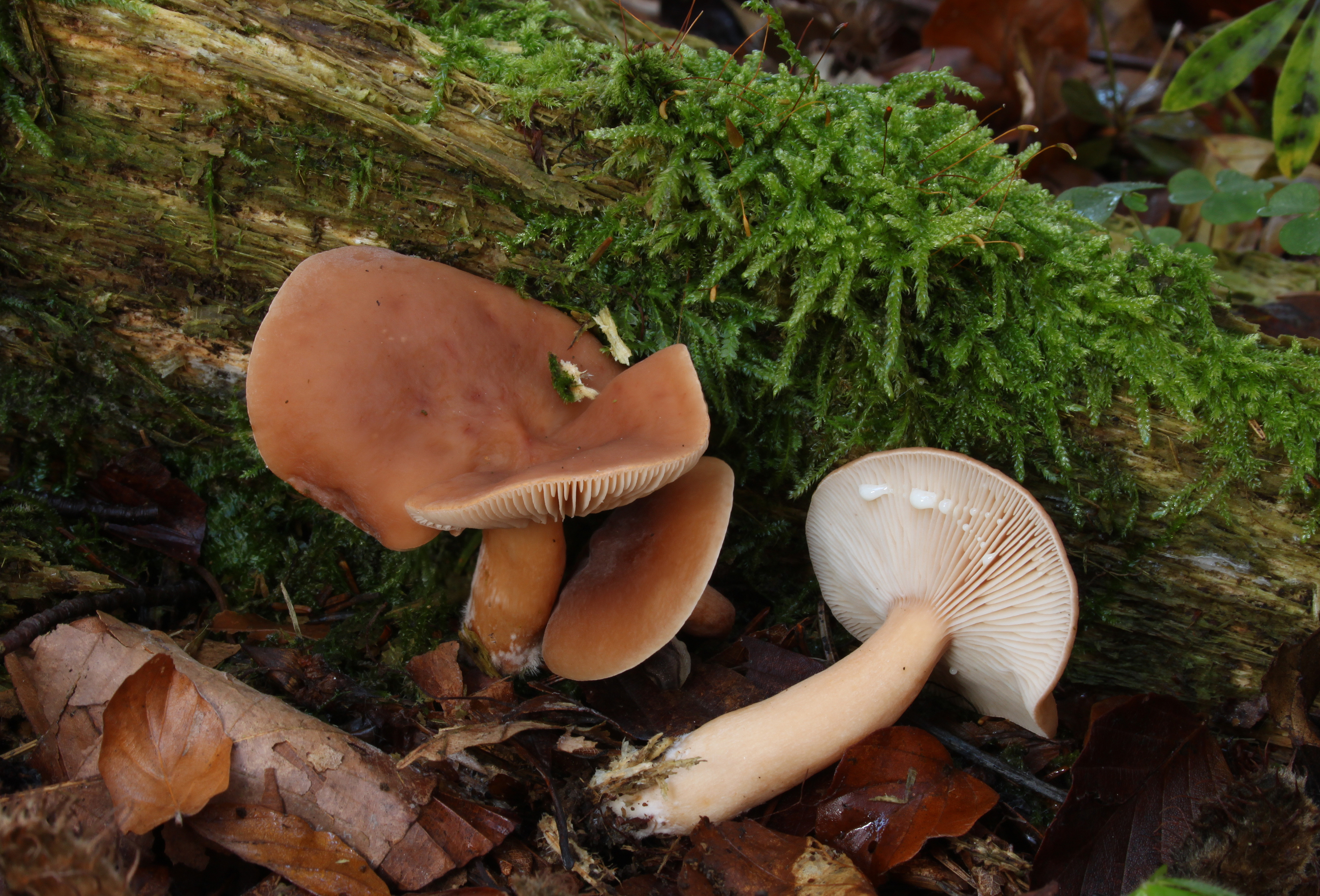
Lactarius subdulcis
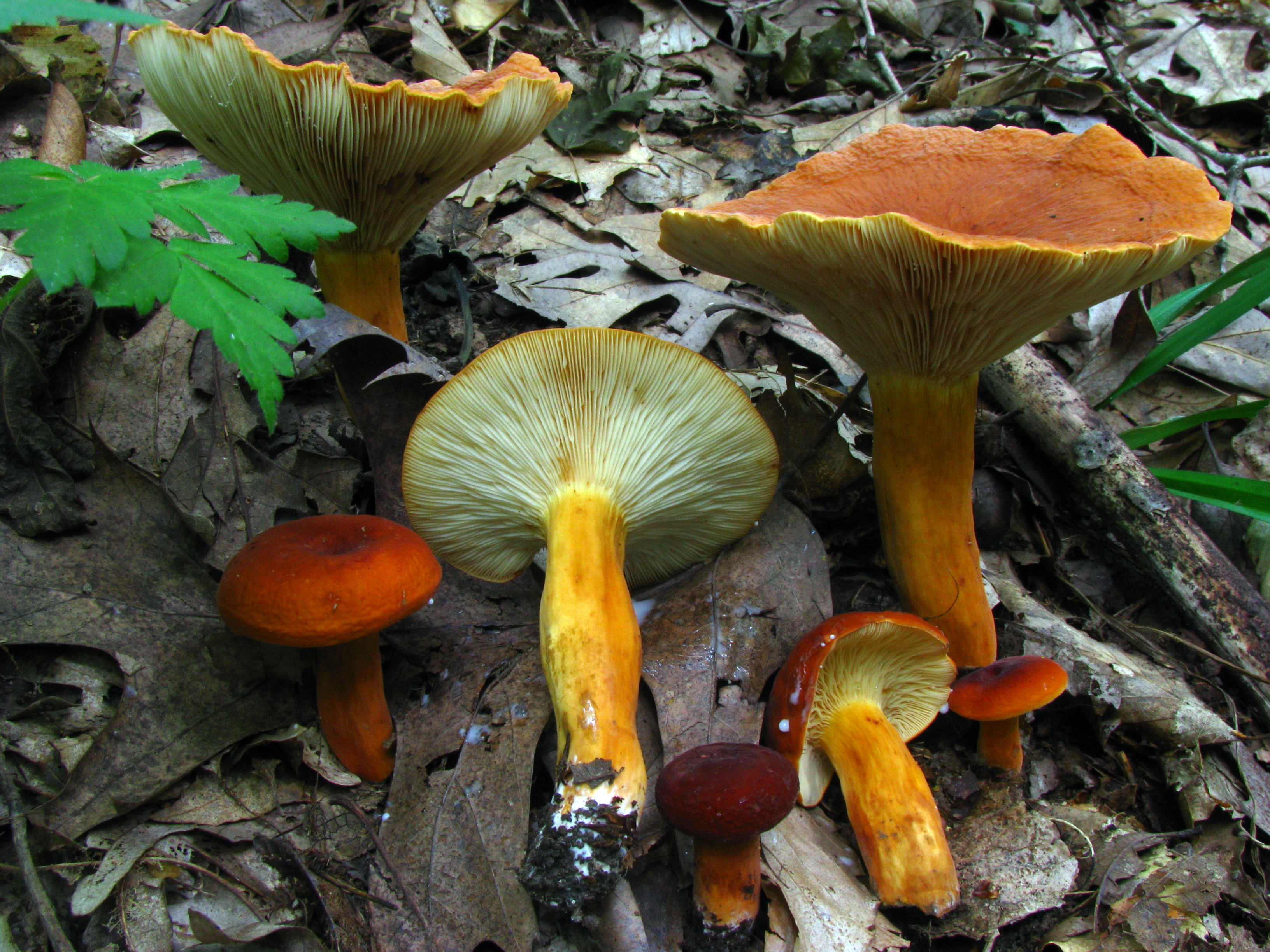
Lactarius volemus
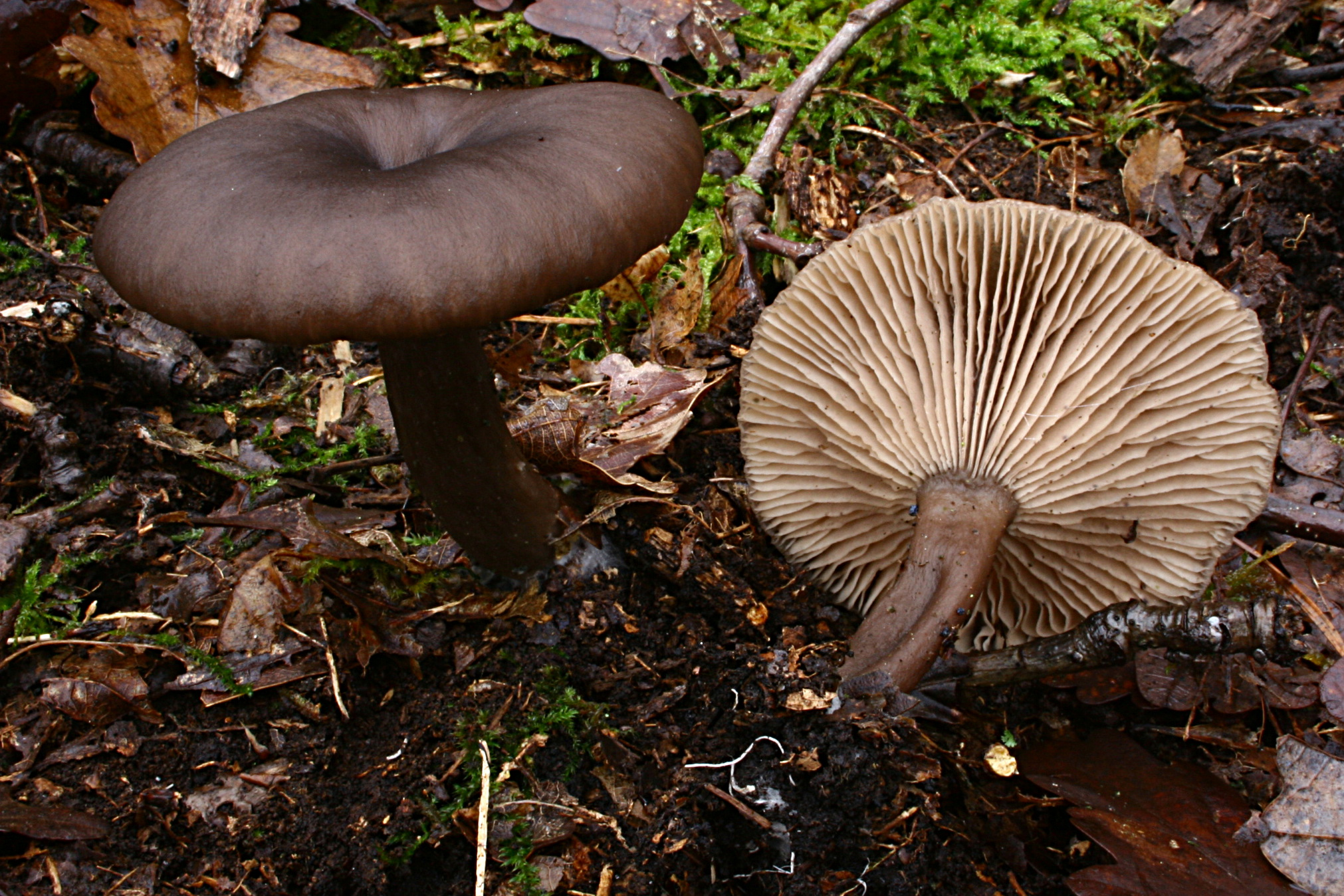
Pseudoclitocybe cyathiformis

## Valorificare
Specia neotrăvitoare este necomestibilă din cauza mirosului pronunțat destul de propriu precum al gustului neplăcut.